# Parteš (gmina)
Parteš (srb. Партеш, alb. Parteshi) – gmina w Kosowie w regionie Gnjilane. Ma około 18 km² powierzchni i jest zamieszkana przez 1 726 osób (szacunki na 2020 rok). Głównym miastem jest Parteš.
Według spisu powszechnego z 2011 roku gmina zamieszkana była przez 1 785 Serbów.
Gospodarka gminy jest oparta na produkcji nabiału, mleka, sera oraz niewielkich firmach handlowych.